# Bonalembe
Bonalembe est un village du département du Nkam au Cameroun. Situé dans l'arrondissement de Yabassi, il est localisé sur la route qui relie Yabassi à Nono. Situé à 4 km de Yabassi, on y accède également par la rive droite du fleuve Wouri. 

## Population et environnement
En 1967, le village de Bonalembe avait 207 habitants, essentiellement des Bodiman. La population de Bonalembe était de 35 habitants dont 20 hommes et 15 femmes, lors du recensement de 2005. 